# Parc national de Kaieteur
Le parc national de Kaieteur est un parc national de la région de Potaro-Siparuni au Guyana. Il a été créé en 1929 et possède une surface de 626,80 km2.
Les chutes de Kaieteur font partie du parc et son l'objet de nombreuses visites touristiques.